# Chalcoscirtus atratus
Chalcoscirtus atratus là một loài nhện trong họ Salticidae.
Loài này thuộc chi Chalcoscirtus. Chalcoscirtus atratus được Tord Tamerlan Teodor Thorell miêu tả năm 1875.